# Бічвуд-Трейлс (Огайо)
Бічвуд-Трейлс (англ. Beechwood Trails) — переписна місцевість (CDP) в США, в окрузі Лікінґ штату Огайо. Населення — 3276 осіб (2020).

## Географія
Бічвуд-Трейлс розташований за координатами 40°1′49″ пн. ш. 82°39′20″ зх. д. / 40.03028° пн. ш. 82.65556° зх. д. (40.030158, -82.655448).  За даними Бюро перепису населення США в 2010 році переписна місцевість мала площу 10,16 км², з яких 10,13 км² — суходіл та 0,03 км² — водойми. В 2017 році площа становила 9,25 км², з яких 9,21 км² — суходіл та 0,03 км² — водойми.

## Демографія
Згідно з переписом 2010 року, у переписній місцевості мешкало 3020 осіб у 1089 домогосподарствах у складі 920 родин. Густота населення становила 297 осіб/км².  Було 1120 помешкань (110/км²).
Расовий склад населення:
| - 95,7 % — білих - 2,0 % — чорних або афроамериканців - 0,6 % — азіатів - 0,3 % — корінних американців |

До двох чи більше рас належало 1,1 %. Частка іспаномовних становила 1,2 % від усіх жителів.
За віковим діапазоном населення розподілялося таким чином: 23,1 % — особи молодші 18 років, 67,0 % — особи у віці 18—64 років, 9,9 % — особи у віці 65 років та старші. Медіана віку мешканця становила 43,6 року. На 100 осіб жіночої статі у переписній місцевості припадало 95,1 чоловіків;  на 100 жінок у віці від 18 років та старших — 96,5 чоловіків також старших 18 років.
Середній дохід на одне домашнє господарство  становив 89 920 доларів США (медіана — 86 882), а середній дохід на одну сім'ю — 95 151 долар (медіана — 89 732). Медіана доходів становила 52 569 доларів для чоловіків та 46 875 доларів для жінок. 
Цивільне працевлаштоване населення становило 1570 осіб. Основні галузі зайнятості: освіта, охорона здоров'я та соціальна допомога — 28,3 %, науковці, спеціалісти, менеджери — 11,8 %, публічна адміністрація — 9,8 %, виробництво — 8,9 %.